# Исхије
Исхије (грч. Ισχύς) је у грчкој митологијији јунак, познат још и под именом Хил.

## Митологија
Био је Елатов и Хипејин (или Лаодикин) син. Трудна Коронида, плашећи се да ће је њен љубавник Аполон напустити, прихватила је Исхијеву љубав, што ју је коштало живота. Исхиона је убио Аполон или га је Зевс погодио муњом. Његово убиство се приписује и Артемиди.

## Култ
С обзиром да његово име значи „снага“, „моћ“, а изведено је од латинског назива за имелу (ixias), која је сматрана за универзални лек, неки аутори зато тумаче да су Исхије, Асклепије, Иксион и Полипет заправо једна иста митска личност, персонификација исцелитељске снаге која се налази у одрубљеним гениталијама жртвованог хероја храстовог култа (имела се сматрала гениталним органом храста). Томе у прилог говори и Хил, Исхијево друго име, које има значење „сок из биљке или бобице“. Касније, имела је престала да се користи у Аркадији, Месенији, Тесалији и Атини, па је Исхије постао син боровог дрвета, што се види и по представи Асклепија у Сикиону који у рукама држи шишарку.